# Swift Armour
Swift Armour é a empresa frigorífica da Argentina, subsidiária do grupo brasileiro Minerva Foods. A empresa foi fundada em 1907 e em 2005 foi adquirida pela JBS, a subsidiária argentina atualmente opera 5 plantas industriais, em Outubro de 2007 a empresa anunciou a compra do frigorífico argentino Col-Car por US$ 20,25 milhões. Atualmente pertence a Minerva Foods desde 2017.